# Лазаров, Димитри
Димитри Лазаров (болг. Димитри (Димитър) Лазаров, родился 18 июня 1946 года) — болгарский хоккеист, игравший на позиции защитника. Выступал за софийские клубы «Левски» и ЦСКА. В составе сборной Болгарии — участник Зимних Олимпийских игр 1976 года, провёл 5 игр на Олимпиаде в групповом этапе (все их Болгария проиграла). Результативными действиями на Олимпиаде не отметился. Участник чемпионатов мира в группе C в 1967, 1969, 1973, 1974, 1975, 1977, 1978, 1979, 1981 и 1982 годах.